# Kolej jednoszynowa w Moskwie
Moskiewska kolej jednoszynowa (ros. Московский монорельс, trl. Moskowskij monoriels) – system kolei jednoszynowej w stolicy Rosji o długości 4,7 km, w Północno-wschodnim okręgu administracyjnym. Na trasie znajduje się stacja przesiadkowa do stacji metra Timiriaziewskaja, a w pobliżu stacji Wystawocznyj centr znajduje się stacja WDNCh. Od 2013 jest możliwe kontynuowanie podróży na tym samym bilecie. Do 2015 był to odrębny system, działający pod nazwą Московская монорельсовая транспортная система (ММТС), od grudnia 2015 jest wliczany w skład metra moskiewskiego jako linia 13.
Budowa linii rozpoczęła się w 1998, a oddana do użytku w dniu 30 listopada 2004. Obecnie przejazd kosztuje 28 rubli, a więc tyle samo ile w metrze moskiewskim. 
W 2025 zadecydowano w głosowaniu o zamknięciu systemu ze względu na niewielką liczbę podróżnych i przekształceniu linii w park.

## Stacje
| # | Nazwa (cyrylica)         | Nazwa (trb. łacińska)       | Otwarcie    | Możliwe przesiadki (linia)           | Możliwe przesiadki (stacja)       |
| - | ------------------------ | --------------------------- | ----------- | ------------------------------------ | --------------------------------- |
| 1 | Улица Сергея Эйзенштейна | Ulica Siergieja Eisensteina | 2004 (2008) | –                                    | –                                 |
| 2 | Выставочный центр        | Wystawocznyj centr          | 2004 (2008) | Kałużsko-Riżskaja                    | WDNCh                             |
| 3 | Улица Академика Королёва | Ulica Akadiemika Koroliowa  | 2004 (2008) | –                                    | –                                 |
| 4 | Телецентр                | Telecentr                   | 2004 (2008) | MCD-3                                | Ostankino                         |
| 5 | Улица Милашенкова        | Ulica Miłaszenkowa          | 2004 (2008) | Lublinsko-Dmitrowskaja               | Fonwizinskaja                     |
| 6 | Тимирязевская            | Timiriaziewskaja            | 2004 (2008) | Sierpuchowsko-Timiriaziewskaja MCD-1 | Timiriaziewskaja Timiriaziewskaja |